# Nueva Escuela Valenciana
La Nueva Escuela Valenciana es el nombre con que se designa a una generación de historietas valencianos surgida en los años ochenta del siglo pasado, por comparación con la escuela valenciana clásica de los años cuarenta a setenta. Son sus máximas figuras Mique Beltrán, Micharmut, Sento y Daniel Torres, situándose también en su órbita a los más aislados Miguel Calatayud (a menudo considerado precursor de la misma) o Javier Mariscal.

## Características
- Voluntad cinematográfica.[3]
- Preferencia por la temática aventurera, de ciencia ficción y políciaca.[4]

## Trayectoria
La Nueva Escuela Valenciana se manifestó originalmente a través de fanzines underground, considerándose a "El Gat Pelat" (1977) la primera expresión pública del grupo.